# Townsville
Townsville ist eine Stadt mit etwa 170.000 Einwohnern im nördlichen Queensland an der Ostküste Australiens.

## Geographie

### Geographische Lage
Die Stadt liegt, 1112 km nordwestlich von Brisbane und 285 km südlich von Cairns, an der Mündung des recht kurzen Ross River in den Stillen Ozean.
Hinter Townsville, ein Stück von der Küste entfernt, erstreckt sich das Große Australische Scheidegebirge (Great Dividing Range).
Townsville wird von seinem Hausberg, dem 286 m hohen Castle Hill, überragt. Außer ihm befinden sich um Townsville herum ein paar weitere aus der Ebene ragende Einzelberge sowie am Ober- bzw. Mittellauf des Ross River ein Stausee.
Die Stadt ist der Sitz des lokalen Verwaltungsgebiets (LGA) City of Townsville.

### Klima
Townsville liegt in den so genannten „dry tropics“ (trockenen Tropen). Wissenschaftlich gesehen liegen sie in den wechselfeuchten Tropen (engl. wet-dry tropics). Dementsprechend ist die Verteilung des Niederschlages übers Jahr recht ungleich. Von der durchschnittlichen jährlichen Niederschlagssumme von 1121,5 mm fallen über zwei Drittel in der drei- bis viermonatigen Regenzeit von Dezember bis März (extreme Monatssummen: 0,0 mm–1141,7 mm). Dementsprechend liegen von den ungefähr 70 bis 75 jährlichen Regentagen etwa 45 in jenen vier Regenmonaten.
Die Regenzeit ist zugleich die wärmste Zeit des Jahres. An einem durchschnittlichen Januartag schwankt die Lufttemperatur zwischen 24,2 °C und 31,4 °C. An einem Tag im Juli, dem kältesten Monat, hingegen alterniert die Temperatur im Mittel zwischen 13,5 °C und 25,0 °C.
Die Jahresmitteltemperatur liegt bei etwa 24 °C bis 25 °C, die Extrema bei 1,1 °C bis 44,3 °C (Monatsmittel der Tagesextrema: 13,5 °C–31,4 °C; Jahresmittel der Tagesextrema: 19,8 °C–28,8 °C). Die Sonnenscheindauer schwankt im Jahresverlauf im Monatsmittel zwischen 7,2 und 9,8 Stunden je Tag (Jahresmittel: 8,4 h/d).
Die hohen Temperaturen bedingen eine hohe potentielle Verdunstung von durchschnittlich 7,2 mm pro Tag oder 2629,7 mm je Jahr (Minimum 5,0 (Juni); Maximum 9,2 (September)). Dementsprechend ist die Luftfeuchte nicht übermäßig hoch, sondern schwankt zwischen 60 % im September und 75 % im Februar (Jahresmittel: 67 %).
Gelegentlich richten Zyklone in Townsville Schäden an, zum ersten Male bereits 1867, zum bislang letzten Male 1971.
|                       | Jan   | Feb   | Mär   | Apr  | Mai  | Jun  | Jul  | Aug  | Sep  | Okt  | Nov  | Dez   |   |         |
| Mittl. Tagesmax. (°C) | 31,3  | 31,1  | 30,7  | 29,6 | 27,6 | 25,6 | 25,0 | 26,0 | 27,7 | 29,4 | 30,8 | 31,4  | ⌀ | 28,8    |
| Mittl. Tagesmin. (°C) | 24,2  | 24,1  | 22,9  | 20,5 | 17,6 | 14,6 | 13,6 | 14,7 | 17,3 | 20,7 | 22,9 | 24,1  | ⌀ | 19,7    |
|                       |       |       |       |      |      |      |      |      |      |      |      |       |   |         |
| Niederschlag (mm)     | 274,1 | 306,2 | 178,4 | 66,8 | 33,0 | 20,8 | 14,1 | 16,0 | 10,0 | 24,8 | 58,9 | 125,7 | Σ | 1.128,8 |
|                       |       |       |       |      |      |      |      |      |      |      |      |       |   |         |
| Sonnenstunden (h/d)   | 7,9   | 7,2   | 7,6   | 7,9  | 7,5  | 7,8  | 8,5  | 9,0  | 9,6  | 9,8  | 9,5  | 9,0   | ⌀ | 8,4     |
|                       |       |       |       |      |      |      |      |      |      |      |      |       |   |         |
| Regentage (d)         | 11,7  | 12,8  | 9,4   | 5,5  | 3,8  | 2,3  | 1,9  | 1,5  | 1,3  | 2,9  | 4,8  | 7,4   | Σ | 65,3    |
|                       |       |       |       |      |      |      |      |      |      |      |      |       |   |         |
| Wassertemperatur (°C) | 27    | 28    | 27    | 26   | 24   | 23   | 22   | 22   | 24   | 25   | 26   | 27    | ⌀ | 25,1    |
|                       |       |       |       |      |      |      |      |      |      |      |      |       |   |         |
| Luftfeuchtigkeit (%)  | 76    | 76    | 76    | 75   | 68   | 69   | 64   | 65   | 64   | 66   | 70   | 68    | ⌀ | 69,7    |

| 24,2 |

| 24,1 |

| 22,9 |

| 20,5 |

| 17,6 |

| 14,6 |

| 13,6 |

| 14,7 |

| 17,3 |

| 20,7 |

| 22,9 |

| 24,1 |

| 24,2 |

| 24,1 |

| 22,9 |

| 20,5 |

| 17,6 |

| 14,6 |

| 13,6 |

| 14,7 |

| 17,3 |

| 20,7 |

| 22,9 |

| 24,1 |

### Vegetation

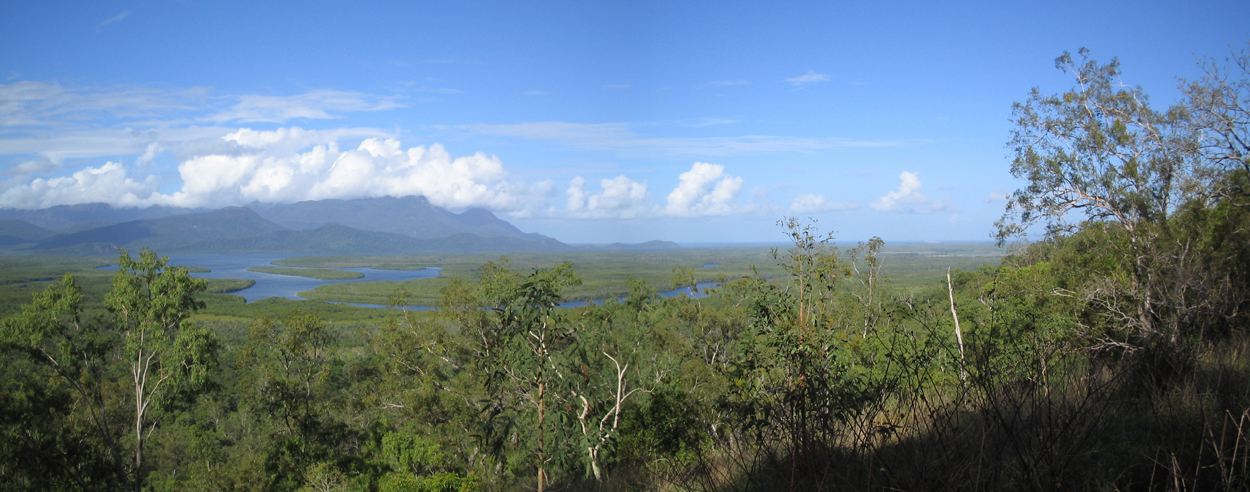
Vegetation zwischen Cairns und Townsville

An der Küste, vor allem in der Nähe der Mündungen von Flüssen und Bächen (Creeks), gedeihen Mangrovenwälder. Auch gibt es marschige offene Flächen, welche in der Regenzeit überschwemmt werden, in der Trockenzeit trocken liegen, und je nach Salzhaltigkeit der saisonalen Gewässer entweder nahezu gar nicht oder von halotoleranten niedrigwüchsigen Pflanzen oder von Gräsern bewachsen sind.
Landwärts herrschen in der unmittelbaren Nähe Townsvilles Baumsavannen und Trockenwälder (woodland) vor – meist niedrige, locker stehende Eukalyptus-Bäume über einer Bodenschicht aus Gras. Feuer sind in diesen Beständen ein wohl ziemlich regelmäßiges Ereignis.
Nordwestlich Townsvilles beginnen die sogenannten „Wet Tropics“ – die feuchten Tropen, welche wie auch das Große Barriere-Riff von der UNESCO zum Welterbe der Menschheit erklärt wurden. Unweit der Stadt finden sich auf dem Rücken des Scheidegebirges tropische Bergregenwälder, der südlichste Australiens befindet sich im Bergmassiv des Mount Elliot einige Meilen südöstlich der Stadt.
Im Gegensatz zu den Verhältnissen in diesen feuchteren Gefilden sind die meisten Binnengewässer im trockeneren Gebiet nahe um Townsville einschließlich von  der zur Stadt gehörenden Insel Magnetic Island den größten Teil des Jahres und teilweise auch über Jahre hinweg größtenteils ausgetrocknet.

## Geschichte

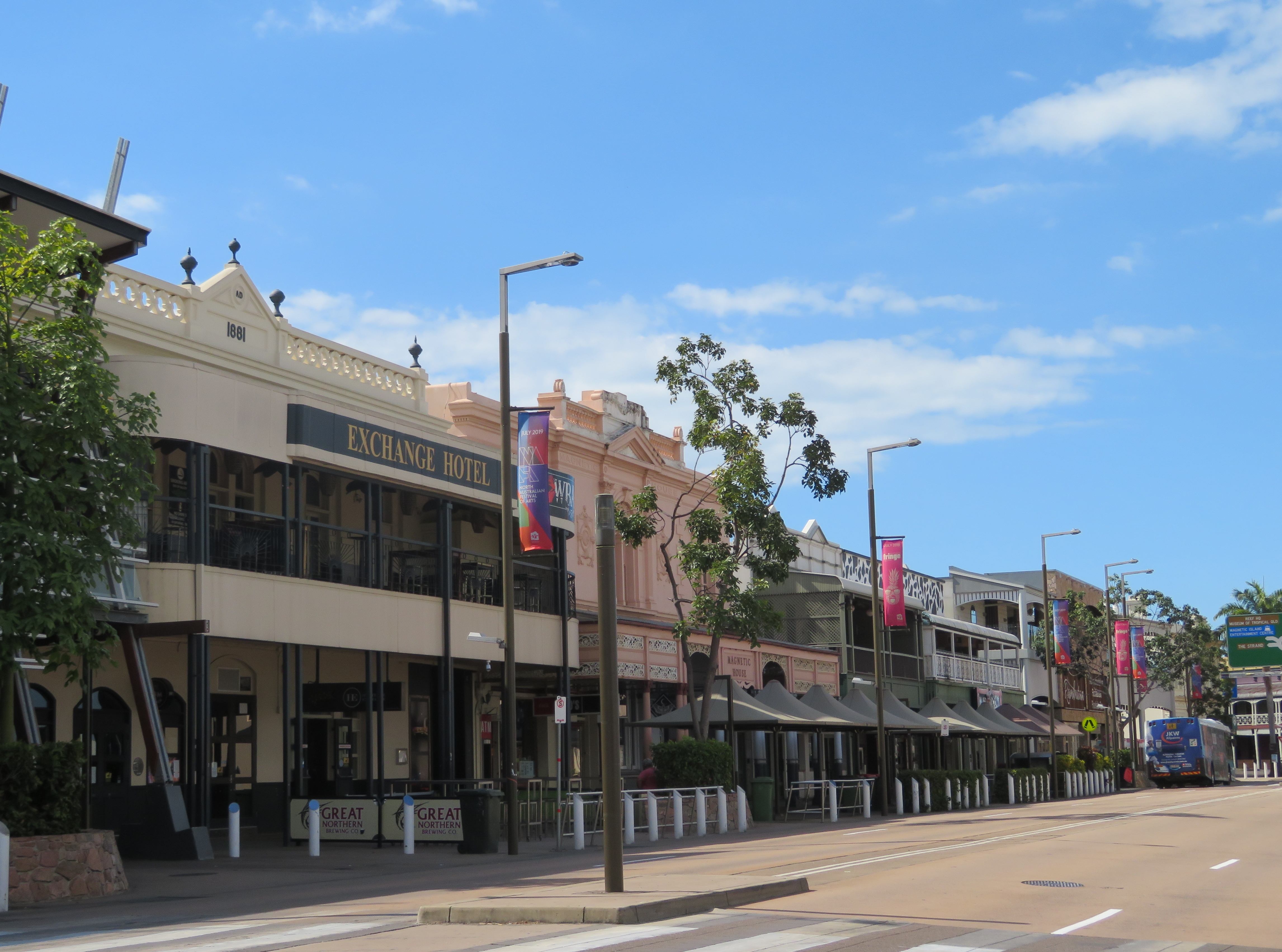
Flinders Street, die älteste Straße

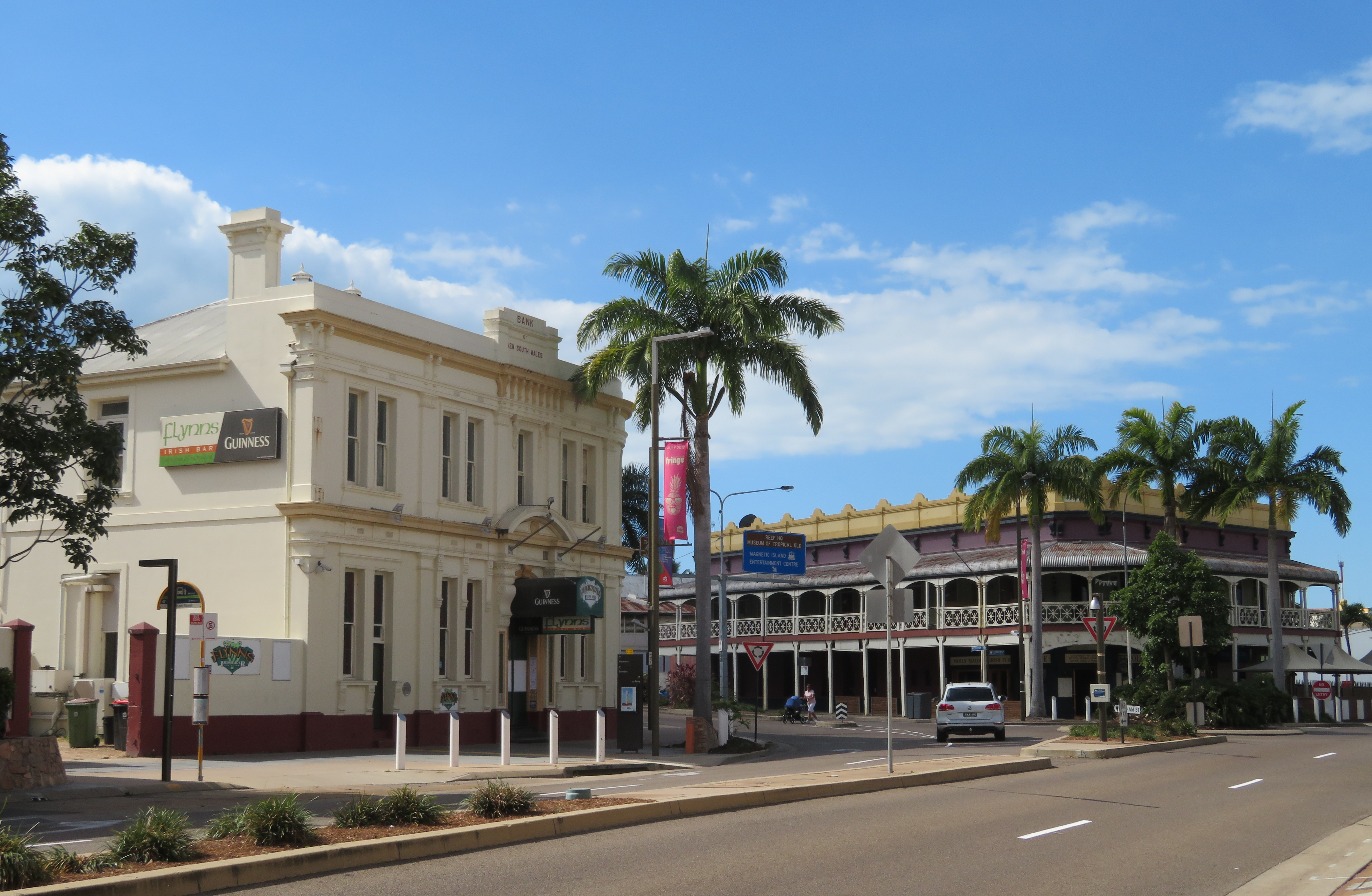
Flinders Street

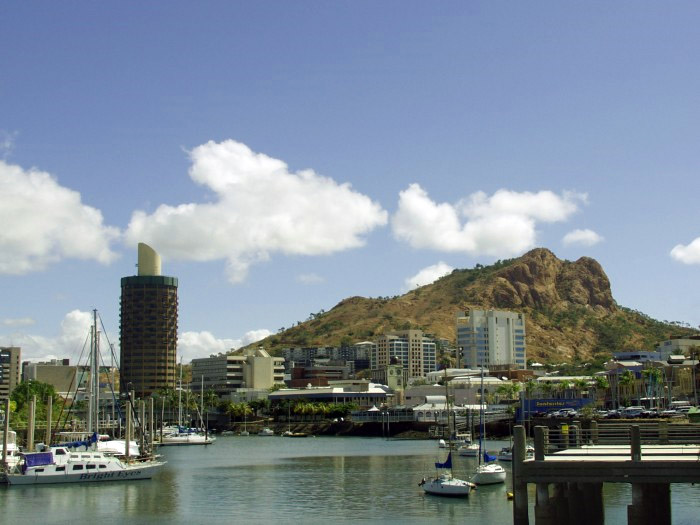
Townsville mit Hafen und Castle Hill

Im Jahre 1770 entdeckte James Cook die vor der Stadt gelegene Magnet-Insel Magnetic Island, die ihren Namen dem Umstand verdankt, dass die Nadel des Kompasses seines Schiffes Endeavour bei der Vorbeifahrt in eine falsche Richtung abgelenkt wurde. Dergleichen wurde nie wieder beobachtet und die Ursache für jenes Ereignis ist unklar. Unter Umständen könnte es an einer „magnetischen Störung im Meeresboden“ gelegen haben.
Damals lebten in jenem Gebiet Aborigines der Wulgurukaba (= Nyawaygi) und Bindal, sowie im Umkreis Warakamai (= Warrgamay), Nawagi (= Nyawaygi) und Warungu (= Gugu-Badhun).
1819 erkundeten Phillip Parker King und Allan Cunningham die Gegend des heutigen Townsville, 1839 folgte ihm John Clements Wickham. 1846 wurde der schiffbrüchige James Morrill an das Ufer der Cleveland-Bucht gespült und lebte dort 17 Jahre mit den Bindal.
1864 entsandte der bei Robert Towns angestellte John Melton Black Andrew Ball, Mark Watt Reid und einige Einheimische auf die Suche nach einem Ort für Hafen im Gebiet der Cleveland-Bucht. Sie befanden die (von ihnen entdeckte?) Mündung des Ross Creek, des heutigen Ross River, für geeignet. Am 5. September 1864 trafen dort dann die ersten Siedler unter Führung von W. A. Ross ein. Am 25. August 1865 wurde das erste europäisch-stämmige Kind der Stadt geboren und erhielt den Namen William Townsville Boyes. Die Stadt erhielt den Namen „Townsville“ jedoch erst 1866 offiziell, nachdem der Sydneyer Unternehmer Robert Towns sich bereitgefunden hatte, die Entwicklung der Stadt finanziell zu unterstützen. Im gleichen Jahr wurde Townsville zu einer selbstverwaltenden Gemeinde, welche John Melton Black zu ihrem ersten Bürgermeister wählte.
1867 zählte Townsville 450 Einwohner, und 1871 betrug die Einwohnerzahl 1 140.
1867 bis 1871 wurden im Hinterland von Townsville Goldfelder entdeckt, was die Entwicklung der Stadt beschleunigte. 1868 öffnete die erste staatliche Schule in Townsville. 1876 hatte Townsville 1148 weibliche und 1527 männliche Einwohner. 1878 wurde das erste Gefängnis gebaut. Im Jahr 1902 erhielt Townsville die Stadtrechte.
Im Zweiten Weltkrieg wurde die Stadt zum bedeutenden Standort für das Militär, um eine mögliche Invasion Australiens durch die japanische Armee abzuwehren. In jener Zeit waren in und um die Stadt etwa 70.000 Soldaten stationiert, und die Infrastruktur wurde für militärische Zwecke ausgebaut. Drei Luftangriffe, bei denen Menschen nicht zu Schaden kamen und nur geringe Flurschäden angerichtet wurden, fanden mit einigen wenigen japanischen Flugzeugen auf Townsville statt: In der Nacht vom 25./26. Juli 1942, in der Nacht vom 26./27. Juli und in der Nacht vom 28./29. Juli 1942. Von japanischer Seite bestanden zeitweise Pläne, Townsville mit 300 Flugzeugen anzugreifen.
Am Heiligen Abend, dem 24. Dezember 1971, traf der tropische Zyklon Althea auf die Stadt und Magnetic Island, wodurch große Schäden angerichtet wurden. Es war einer der stärksten tropischen Wirbelstürme, die in der Geschichte der Stadt Townsville trafen. Drei Bewohner starben durch die Auswirkungen und der Sachschaden belief sich auf rund 50 Millionen Australische Dollar (in Preisen von 1971). Der internationale Flughafen wurde im Jahr 1981 eröffnet.

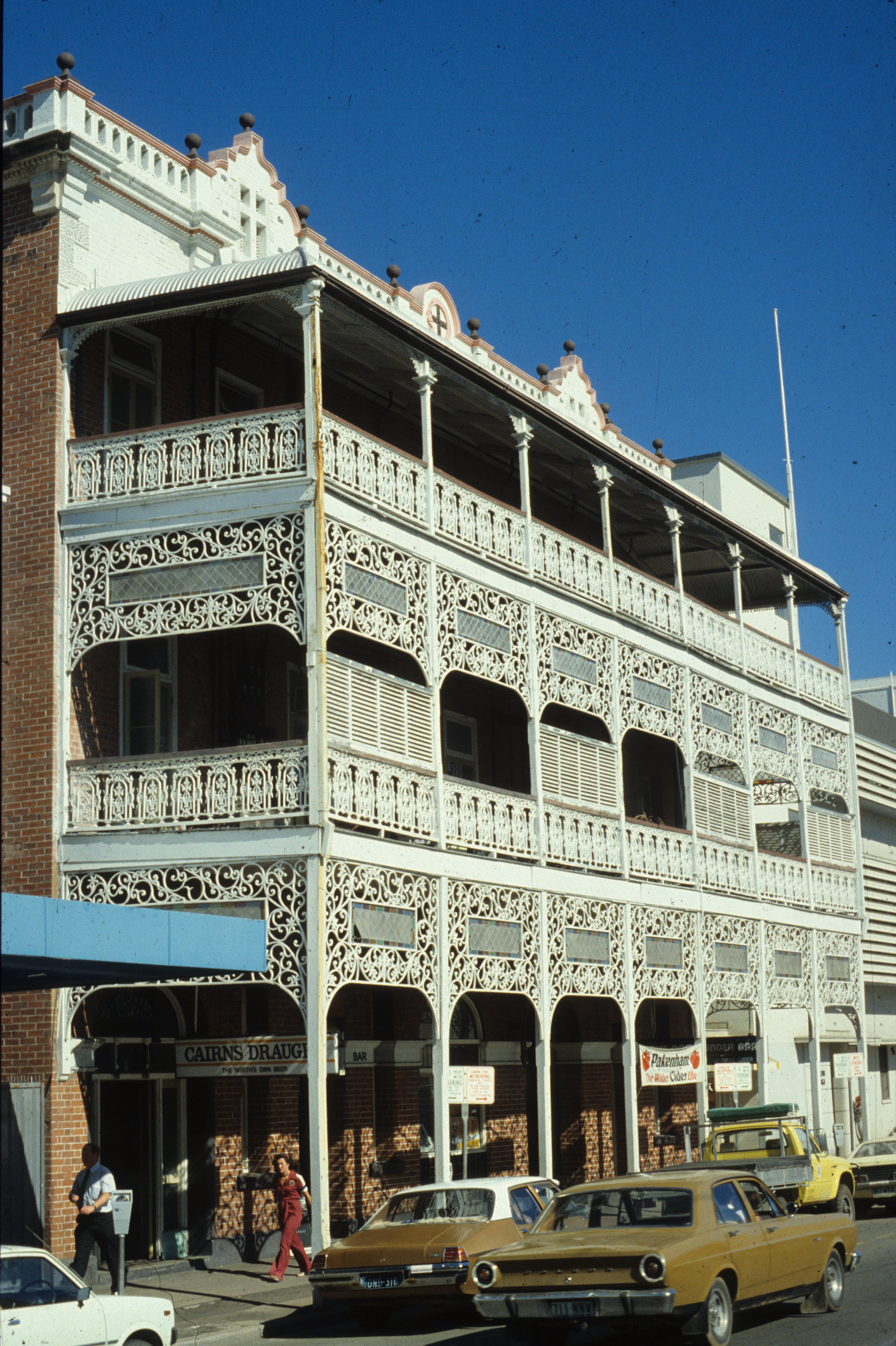
Buchanan’s Hotel (1979)

 Das 1903 erbaute Buchanan’s Hotel an der Flinders Street, das von Architekturhistorikern als eines der bedeutendsten Bauten im Stil des Federation Filigree beurteilt wurde, brannte 1982 ab.
Ein Friedensabkommen für die Salomonen wurde im Oktober 2000 in Townsville ausgehandelt.
Townsville war einer der Austragungsorte der Rugby-Union-Weltmeisterschaft 2003.
In der Nacht vom 2. auf den 3. Februar 2011 zog das Zentrum des Zyklons Yasi nördlich an Townsville vorbei, so dass in der Stadt selbst kaum Schäden entstanden. Die Strom- und Wasserversorgung wurde infolge des Sturms jedoch erheblich beeinträchtigt.

## Wirtschaft
In der unmittelbaren Umgebung von Townsville sowie weiter im Inland, zum trockenen Outback hin, dient das überhaupt landwirtschaftlich genutzte Land nahezu ausschließlich der Rinderzucht. In den feuchteren küstennahen Gebieten südlich und nördlich von Townsville hingegen dominiert der Zuckerrohranbau. Daneben finden sich dort auch Pflanzungen von Bananen und anderen Südfrüchten.
Die Forstwirtschaft ist, was die unmittelbare Umgebung Townsvilles betrifft, mehr oder minder bedeutungslos, weiter nördlich, in den feuchten Tropen, gibt es jedoch neben größtenteils geschützten ursprünglichen Regenwäldern auch z. B. Nadelholz-Pflanzungen.
Der Fischfang spielt naturgemäß für die Küstenstadt Townsville eine gewisse, aber nicht allzu große Rolle.
Townsville ist aufgrund seiner Lage Umschlagort nicht nur für landwirtschaftliche, sondern auch für Bergbau-Produkte, insbesondere für Nickelerz aus der Greenvale-Region und für Zink-, Kupfer-, Blei- und Silber-Erz aus Mount Isa. In früheren Zeiten (ab 1870) war es dies auch für Gold aus den nahegelegenen Städten Ravenswood und Charters Towers.
Der Tourismus spielt heutzutage auch eine wichtige Rolle.

## Verkehr
Verkehrstechnisch ist die Stadt durch die Küstenstraße Bruce Highway mit Cairns im Norden und Brisbane im Süden verbunden. Nach Westen zweigt der Flinders Highway in Richtung Mount Isa ab.
Bereits 1879 wurde im Raum Townsville mit dem Bau von Eisenbahnlinien begonnen, und die erste fertiggestellte Eisenbahnlinie wurde im Dezember 1880 eingeweiht. Von Townsville führt seit 1929 eine Eisenbahnlinie nach Westen, auf welcher der Zug The Inlander nach Mount Isa verkehrt. Ebenso liegt Townsville an der Eisenbahnlinie von Brisbane nach Cairns, auf der täglich der Zug Spirit of Queensland verkehrt und auch in Townsville hält.
Der 1913 eröffnete Bahnhof von Townsville im Stadtzentrum an der Flinders Street wurde 2003 durch einen kleineren Neubau am Stadtrand ersetzt.
Der lokale Flughafen ist Townsville Airport (IATA: TSV, ICAO: YBTL).
In der Stadt gibt es einige Buslinien sowie eine Fähre nach Magnetic Island.
Von Townsville aus arbeitet die Küstenfunkstelle Townsville Radio.

## Staatliche Einrichtungen
Seit dem Zweiten Weltkrieg ist Townsville und sein Umland ein bedeutender Militärstützpunkt. Dort befinden sich zwei große Militärstützpunkte bzw. militärische Sperrgebiete.
Townsville ist aber auch der Sitz einiger bedeutender wissenschaftlicher Einrichtungen. Zu nennen sind insbesondere
- die James Cook University, welche 1959 als College gegründet und 1970 zur Universität erhoben wurde, und wo heute über 12.000 Studenten studieren, darunter ca. 10 % aus dem Ausland;
- das Museum of Tropical Queensland, die größte und vielseitigste Außenstelle des Queensland-Museums;
- das Australian Institute of Marine Science.

## Architektur

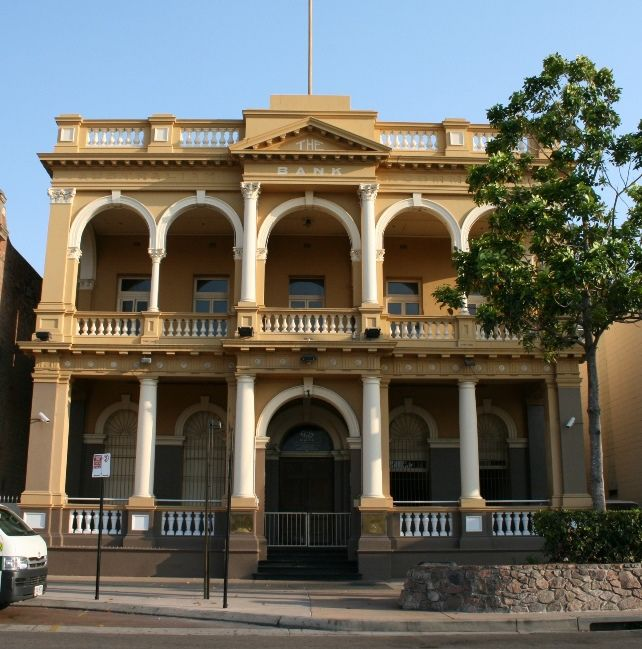
Australian Joint Stock Bank (1887–88)

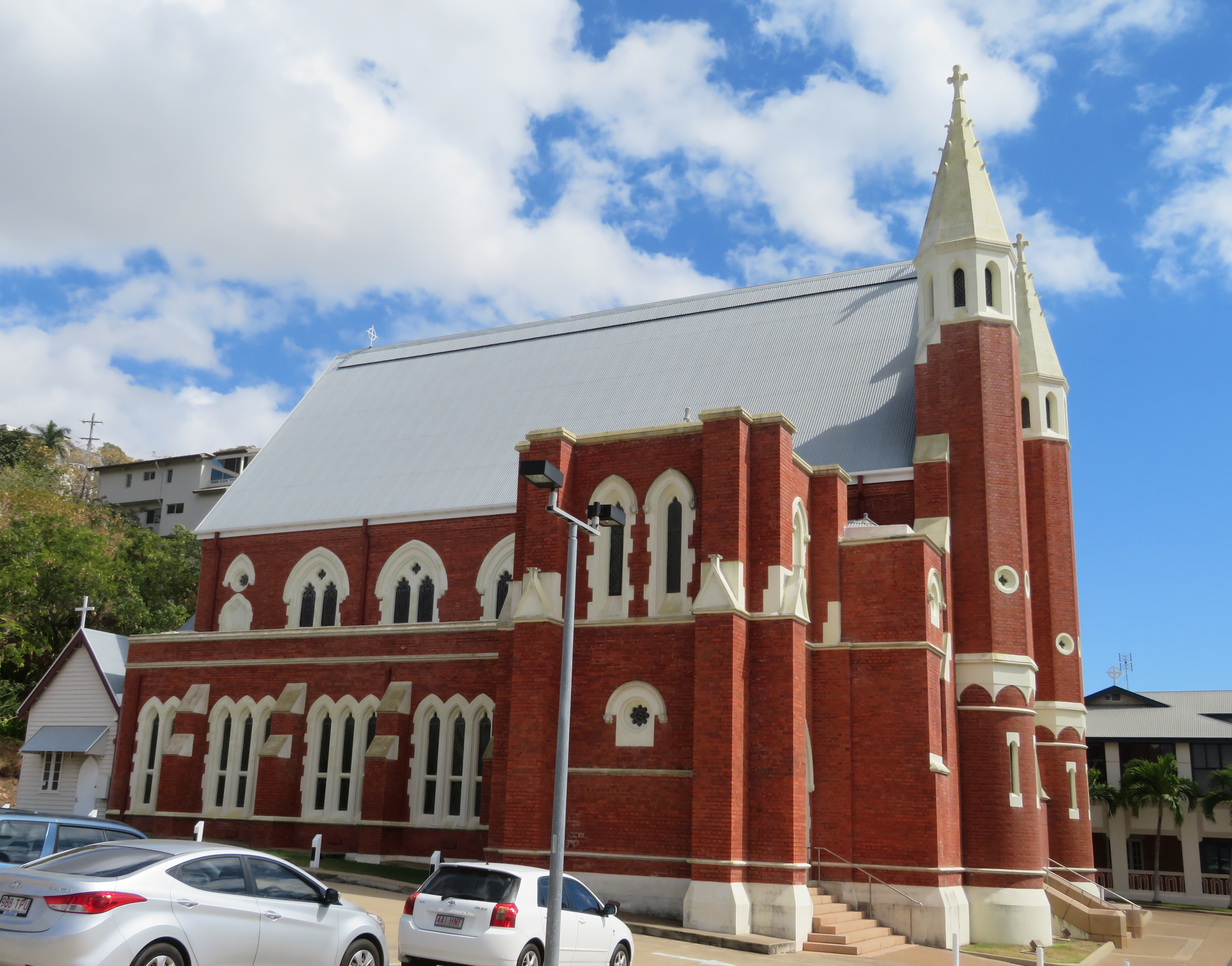
Sacred Heart Cathedral

In Townsville sind – ganz im Gegensatz zu vergleichbaren australischen Städten – zahlreiche Gebäude aus dem 19. Jahrhundert und vom Anfang des 20. Jahrhunderts erhalten. Dies gilt besonders für die Flinders Street, die älteste Straße der Stadt. Zu den markantesten Bauwerken zählen das ehemalige Postamt (Townsville Post Office) von 1886 an einer der wichtigsten Straßenkreuzungen der Stadt, dessen Uhrturm 1942 abgebaut und 1963/64 in veränderter Form wieder errichtet wurde, das bereits 1864 erbaute Tattersalls Hotel, die ehemalige Bank of New South Wales von 1887, die 1905 erbaute Bank of Australasia sowie das Queensland Building, ein 1890–92 erbautes Geschäftshaus. Weitere bedeutende Gebäude sind die repräsentative Bank Australian Joint Stock Bank (1887–88), das Townsville Technical College von 1920/21, das Westpac Bank Building von 1935 und das Great Northern Hotel mit seinen großen Balkons, das 1901 fertiggestellt wurde. Gegenüber dem Great Northern Hotel wurde 1910–1913 der erste Bahnhof von Townsville erbaut und am 24. Dezember 1913 eingeweiht. Bis zur Eröffnung des neuen Bahnhofs am Stadtrand 2003 war er in Betrieb.
Eine der markantesten Kirchen der Stadt ist die weithin sichtbare römisch-katholische Sacred Heart Cathedral des Bistums Townsville auf einer Anhöhe oberhalb des Stadtzentrums, die 1896–1902 im Stil der Neogotik  mit einem Satteldach erbaut wurde. Die St James’ Cathedral der anglikanischen Diocese of North Queensland im Stadtkern wurde 1887–1892 erbaut und 1959–1960 erweitert.

## Grünanlagen

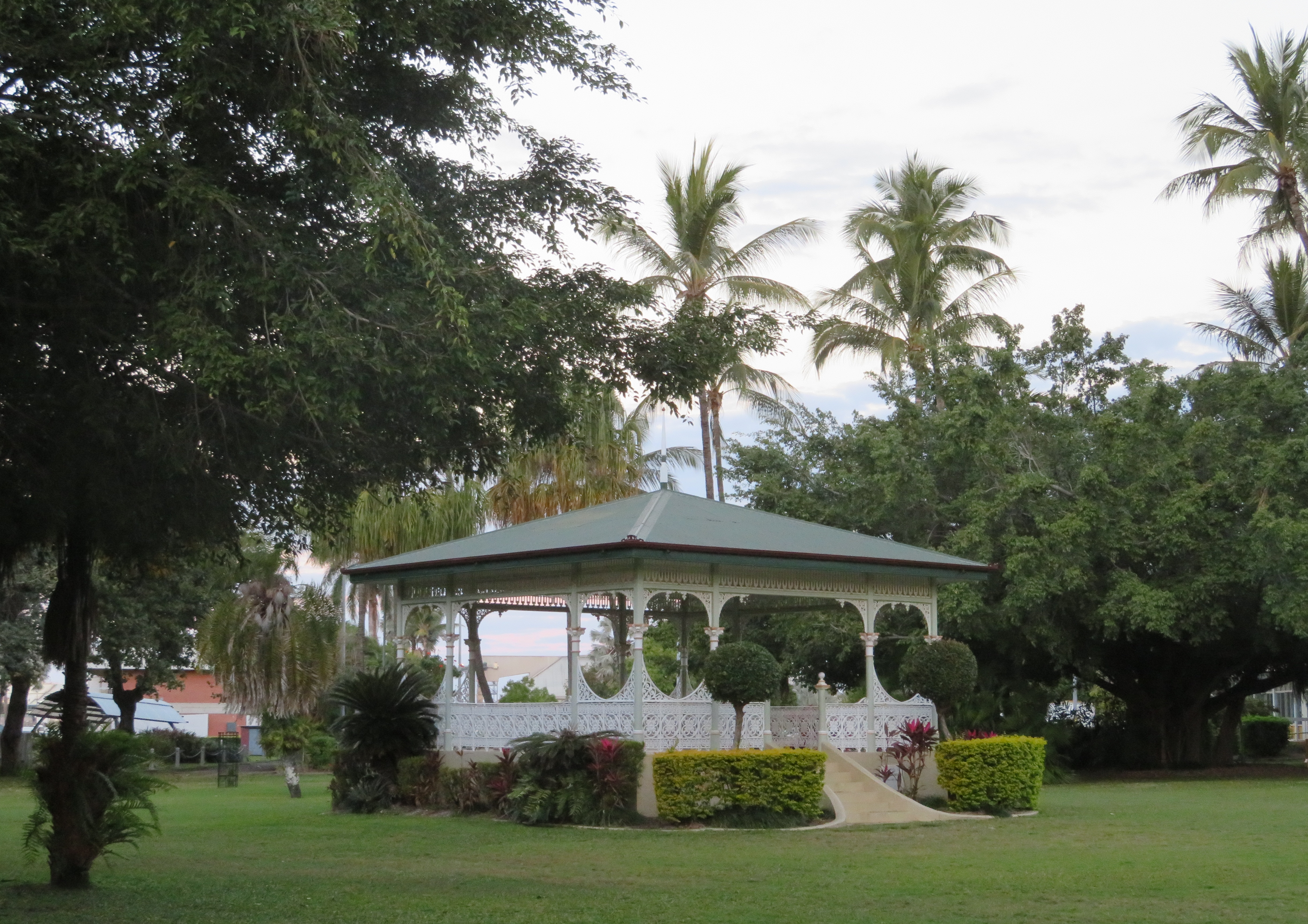
Pavillon im Anzac Memorial Park

Der 4 ha große Queens Garden, ab 1870 angelegt und etwas außerhalb des Zentrums gelegen, war ursprünglich Teil einer rund 40 ha großen Versuchsfarm, auf der während der Kolonialzeit tropische Pflanzen, die aus anderen Ländern bereits bekannt waren wie z. B. Brotfrucht und Mahagoni, angepflanzt und bezüglich ihrer Verwendungsfähigkeit in Australien untersucht wurden.
Bereits 1912 wurde im Stadtzentrum ein Park angelegt, der später den Namen Anzac Memorial Park erhielt, und Ende 1913 wurde hier der repräsentative Pavillon in der Mitte des Parks errichtet. In der langgestreckten Grünanlage The Strand wurde 1950 das im Art-déco-Stil erbaute Freibad Tobruk Memorial Baths eröffnet, das von seinen Dimensionen her olympischen Anforderungen entspricht.
The Strand gilt heute als populärster Park der Stadt, der u. a. wegen seines Rock Pools bekannt ist, und in dem häufig kulturelle Aktivitäten stattfinden.
Der rund 20 ha große Anderson Park im Stadtteil Muningburra, der vor allem wegen seiner tropischen Farne und Pandanusbäume bekannt ist, wurde ab 1929 angelegt, verschiedentlich umgestaltet und erhielt sein heutiges Aussehen 1962.
Der Park Townsville Palmetum, in dem fast alle der 60 in Australien vorkommenden Palmenarten neben rund 300 weiteren Arten von Pflanzen zu sehen sind, wurde 1988 im Süden der Stadt eröffnet und bedeckt eine Fläche von 17 ha.

## Tourismus
Townsville bietet mit The Strand eine etwa zwei Kilometer lange Uferpromenade und der im Stadtgebiet liegende Berg Castle Hill bietet einen schönen Rundblick über die Stadt und die naheliegenden Inseln. In Hafennähe befinden sich das Museum of Tropical Queensland sowie das tropische Aquarium Reef HQ mit dem wahrscheinlich größten Aquarium-Korallenriff der Welt. Außerdem gibt es ein Stadt- sowie ein Marinemuseum. Auch die mindestens zwei kleinen Kunstgalerien mit wechselnden Ausstellungen mögen einen Besuch lohnen. Für Sportfreunde kann die Stadt mit verschiedensten Möglichkeiten zur aktiven oder passiven Sportausübung aufwarten. Townsville ist die Heimat der professionellen Rugby-League-Mannschaft North Queensland Cowboys, die in der von ca. Februar bis September währenden Saison an der nationalen Meisterschaft teilnimmt. Das Stadion im Willows Sports Complex bietet rund 26.500 Besuchern Platz.

## Militärstützpunkte

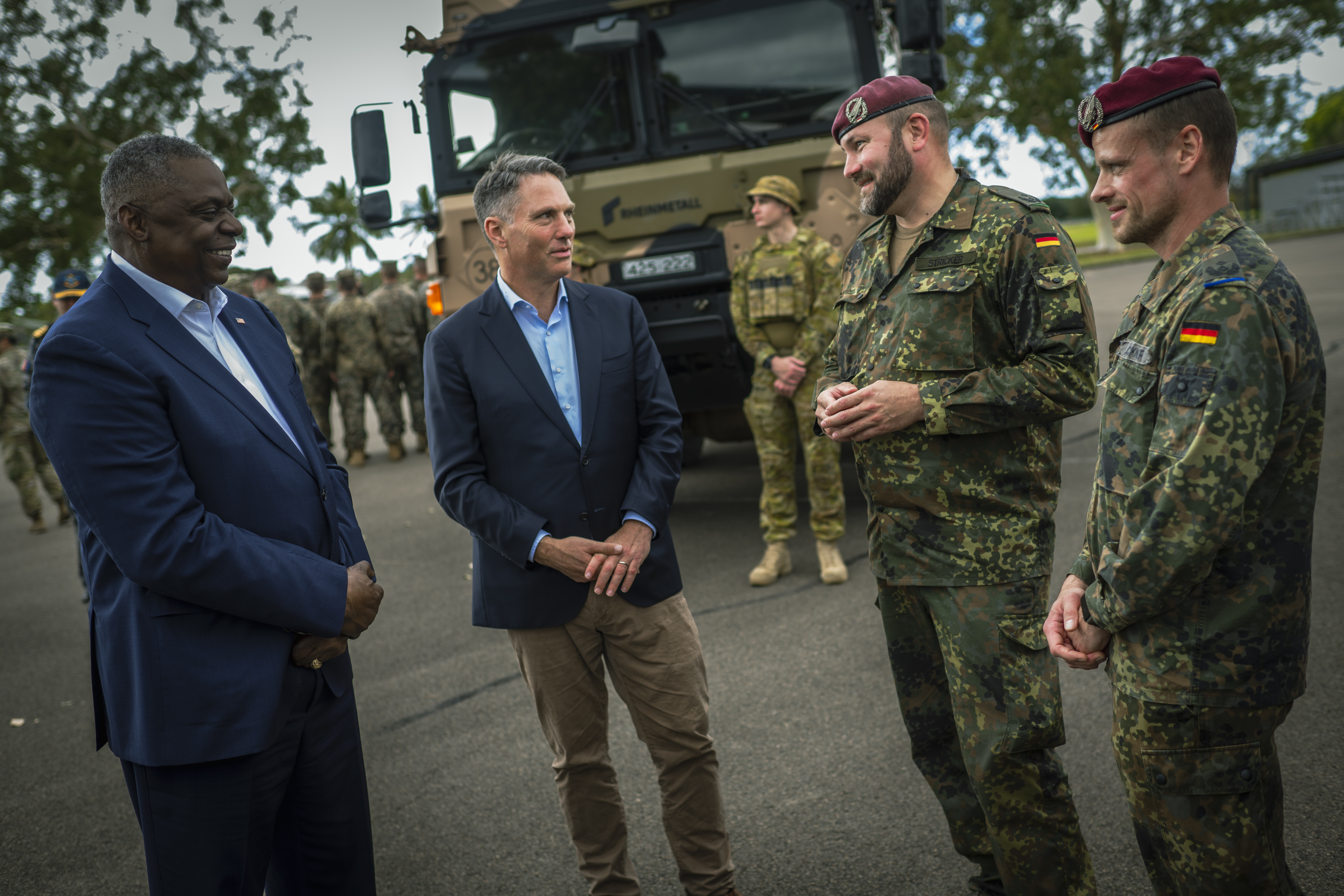
US-Verteidigungsminister Austin und sein australischer Kollege Marles im Juli 2023 beim Manöver in Townsville, hier mit deutschen Truppen

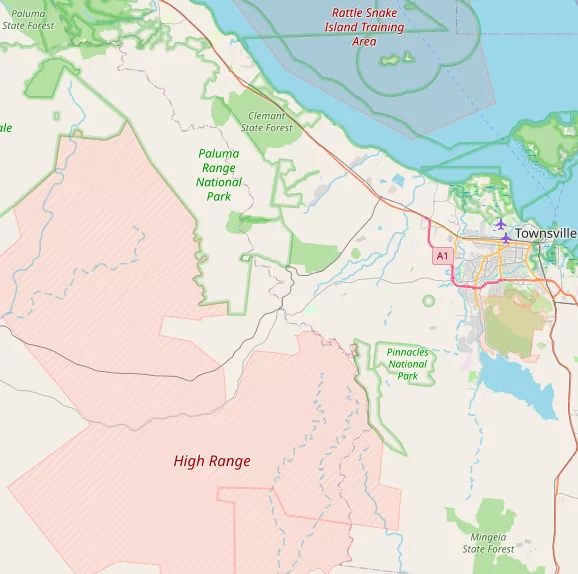
Region Townsville (Gebiete mit militärischer Verwendung rot schraffiert)

Der Flughafen von Townsville, nur etwa fünf Kilometer westlich des Stadtzentrums gelegen, dient gleichzeitig als Basis der australischen Luftwaffe, der Royal Australian Air Force. Nahe des Stadtzentrums und des Hafens im Viertel South Townsville befinden sich die die Ross Island Barracks. In diesen Kasernen ist das 10th Force Support Battalion beheimatet.
In Murray, einem Vorort etwa sieben Kilometer südsüdwestlich des Stadtzentrums befinden sich die Lavarack Barracks, die größte Basis der australischen Armee. Diese, nach Sir John Lavarack, dem ersten im Staat geborenen Gouverneur von Queensland, benannten Kasernen sind Heimat der 3. Brigade und von Teilen der 1. Division, der 11. Brigade und der 17. Sustainment Brigade. Sie sind eine der wichtigsten Militäreinrichtungen in Nordaustralien. Der Stützpunkt beherbergt auch Einheiten der Joint Capability Group wie die Joint Logistic Unit (NQ) und Teile der Joint Health Unit North Queensland. Nordwestlich der Stadt befindet sich die maritime Rattle Snake Island Trainingszone. Etwa 50 Kilometer südlich und südwestlich von Townsville erstreckt sich über mehrere tausend Quadratkilometer das High Range Landkriegs-Trainingsgebiet. In Vorbereitung auf den Krieg gegen China werden die Einrichtungen derzeit ausgebaut und personell verstärkt.

## Umgebung
Als natur-touristische Attraktionen in der Umgebung sind vor allem das Great Barrier Reef sowie die großteils zu Nationalparks erklärten Inseln Magnetic Island und Hinchinbrook Island zu erwähnen. Letztere beherbergt den größten Insel-Nationalpark Australiens, durch welchen entlang der landschaftlich reizvollen Ostküste ein Mehrtages-Wanderweg, der Thorsborne Trail, führt. Weitere Nationalparks und Schutzgebiete in der näheren Umgebung von Townsville schützen vor allem die in ihnen befindlichen Bergregenwälder sowie einige Küstenlandschaften. Unmittelbar nördlich von Townsville trifft dies für den Townsville Town Common Conservation Park und den Cape Pallarenda National Park zu, welche insbesondere am Ende und kurz nach der Regenzeit einen Besuch lohnen.
Ein weiteres Ausflugsziel ist die alte Goldgräberstadt Charters Towers im Binnenland.
1988 wurde auf Initiative von Geschäftsleuten aus Townsville in der Lagune des John Brewer Reef, etwa 70 Kilometer nordöstlich der Stadt, ein auf einem Ponton erbautes schwimmendes Hotel eröffnet, das Four Seasons Great Barrier Reef Resort. Nach gut einem Jahr musste es wegen finanzieller Probleme den Betrieb jedoch wieder einstellen und wurde verkauft.

## Städtepartnerschaften
Port Moresby, Papua-Neuguinea, seit 1983
 Shunan, Japan, seit 1990
 Iwaki, Japan, seit August 1991
 Changshu, China, seit 1995
 Suwon, Südkorea, seit 1996
 Foshan, China, seit 2006

## Söhne und Töchter der Stadt
- James Harold Cannan (1882–1976), Unternehmer und General
- Ralph Douglas Kenneth Reye (1912–1977), Pathologe, nach dem das Reye-Syndrom benannt ist
- Francis Roberts Rush (1916–2001), Erzbischof von Brisbane
- Madge Ryan (1919–1994), Schauspielerin
- Oliver Taylor (* 1938), Boxer
- Denis Burke (* 1948), Offizier und Politiker
- Glenn Buchanan (* 1962), Schwimmer
- Natalie Weir (* 1967), Balletttänzerin und Choreographin
- Julian Assange (* 1971), Mitbegründer von WikiLeaks
- Renita Garard (* 1972), Hockeyspielerin
- Peter Burge (* 1974), Weitspringer
- Natalie Cook (* 1975), Beachvolleyballspielerin
- Kylie Gerlic (* 1975), Beachvolleyballspielerin
- Ruth Corset (* 1977), Radrennfahrerin
- James Hopes (* 1978), Cricketspieler
- Summer Lochowicz (* 1978), Beachvolleyballspielerin
- Robert Hammond (* 1981), Hockeyspieler
- Mitchell Johnson (* 1981), Cricketspieler
- Aaron Payne (* 1982), Rugby-League-Spieler
- Lisbeth Lenton (* 1985), Schwimmerin
- Luke McLean (* 1987), italienisch-australischer Rugby-Union-Spieler
- John-Patrick Smith (* 1989), Tennisspieler
- Elle Armit (* 1991), Wasserballspielerin
- Jack Miller (* 1995), Motorradrennfahrer
- Jay Vine (* 1995), Radrennfahrer
- Cassie Purdon (* 1996), Hochspringerin
- Joseph White (* 1997), Squashspieler
- Caitlin Bettenay (* 1998), Beachvolleyball- und Volleyballspielerin
- Nash Lowis (* 1999), Speerwerfer
- Jake Doran (* 2000), Sprinter